# Walter Kiefner

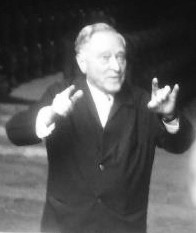
Walter Kiefner

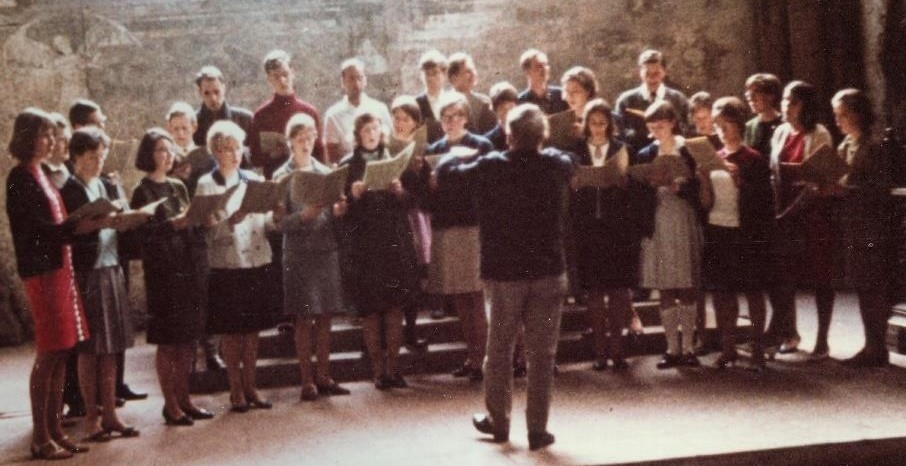
Die Tübinger Jugendkantorei in Maulbronn

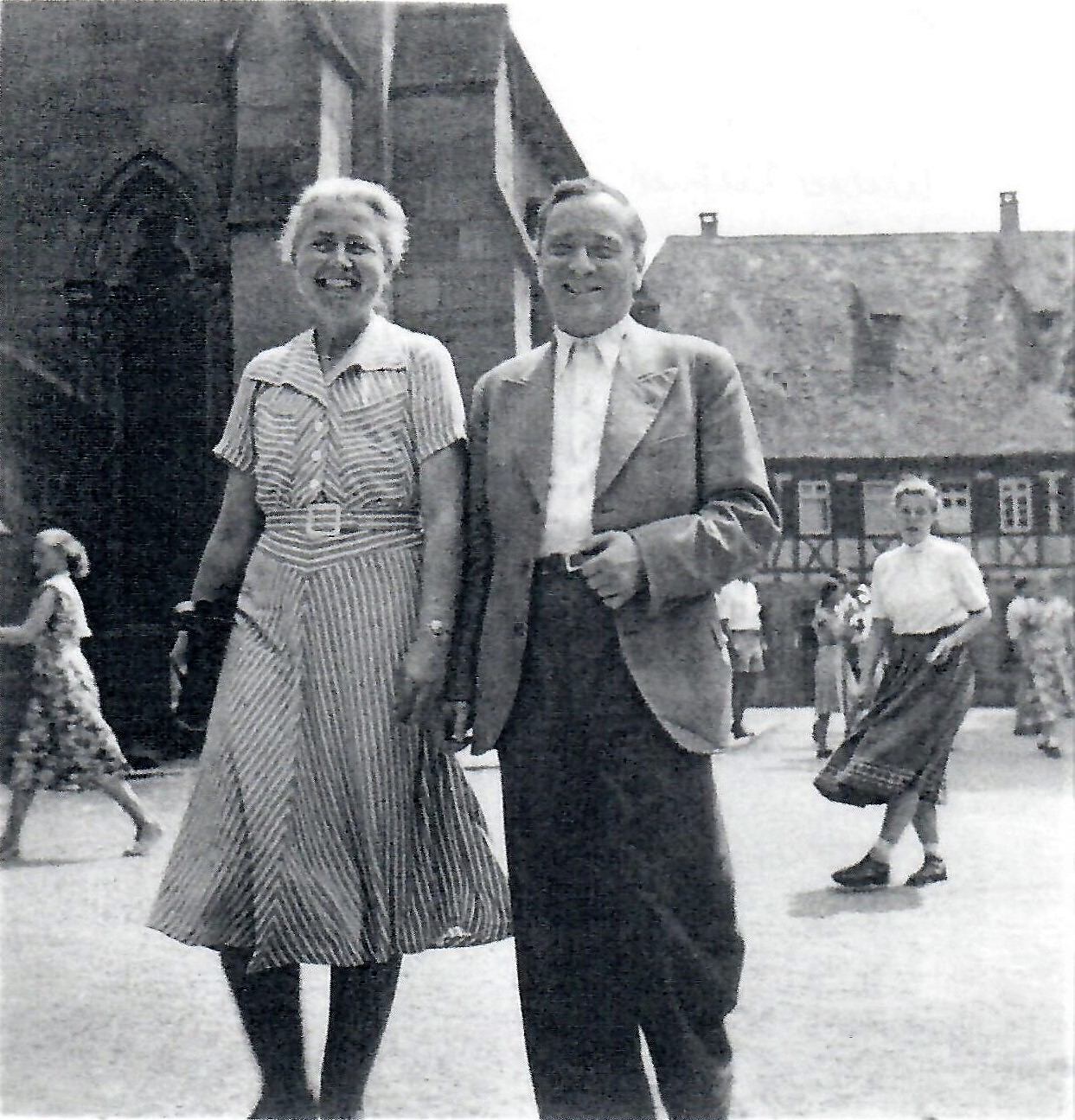
Walter Kiefner mit Frau Maria, geb. Traub ca. 1950 bei einer Kantorei-Pfingstfreizeit in Maulbronn

Walter Kiefner (* 15. Dezember 1900 in Reutlingen; † 14. Juli 1982 in Tübingen) war ein deutscher Kirchenmusiker und lange Zeit Kirchenmusikdirektor in Tübingen.

## Leben
Walter Kiefner war der Sohn eines Lehrers, Organisten und Chorleiters in Reutlingen. Er studierte zunächst Theologie und ließ sich dann in Leipzig zum Kirchenmusiker ausbilden. Nach Vikariat und seiner Pfarrstelle als Stadtpfarrer in Blaubeuren wurde er als Nachfolger von Richard Gölz 1935 Musikdirektor am traditionsreichen Evangelischen Stift in Tübingen, verbunden mit dem Kantoren- und Organistendienst an der Stiftskirche. Diese Tätigkeiten behielt er – unterbrochen vom Kriegsdienst als Militärpfarrer und von der sowjetischen Kriegsgefangenschaft – bis 1968 bei.

## Ausbilder
Seine Tätigkeiten waren vielfältig: Nach der kirchlichen Ausbildungsordnung sollte jeder württembergische Pfarramtsbewerber gut sprechen können, ein Tasteninstrument erlernen und eine gründliche Kenntnis des Kirchenliedes und der wichtigsten Gottesdienstformen besitzen. Deshalb gab Kiefner – er war von Sommersemester 1925 bis Wintersemester 1926/27 am Stift „Repetent“ – jedem einzelnen Stiftler Sprecherziehung mit dem Ziel, eine möglichst gute Artikulation und eine belastungsfähige Stimme für den Predigtdienst zu erreichen.
Den Studenten – Studentinnen gab es damals noch nicht im Stift – gab er Orgel- und Klavierunterricht. Darüber hinaus leitete er im Stift ein kleines Orchester, mit dem er zweimal jährlich Stiftskonzerte veranstaltete.

## Chor- und Orchesterleiter
Wie sein Vorgänger Richard Gölz, dessen ältester Schüler er von 1920 bis 1923 als „Stiftler“ war, hat er ganz wesentlich zur Erneuerung der Kirchenmusik durch Wiederentdeckung des Kirchenchorals und der Orgelmusik des 17. und 18. Jahrhunderts im Sinne der Finkensteiner Singbewegung beigetragen. Nach dem Zweiten Weltkrieg begründete er im Herbst 1945 nach Leipziger Vorbild die Tübinger Motette, als liturgischen Wochenendgottesdienst in der Stiftskirche mit hervorragender Kirchenmusik, Lesung und Wochenlied unter Berücksichtigung der liturgischen Ordnung des Kirchenjahres. Kiefner förderte bis in die 50er Jahre die mitteldeutsche reformatorische Musik des 17. Jahrhunderts, und da als „große Leuchte“ Heinrich Schütz. Dann folgte die Rückbesinnung auf den Leipziger Thomaskantor: Bis zu zwei Motetten (oder Kantaten) im Monat waren Johann Sebastian Bach gewidmet, allerdings pro Mottetenenabend nur eine einzige. (Als Gerhard Steiff 1968 die Kantorstelle übernahm, erweiterte sich das Repertoire.)
An der Stiftskirche leitete er auch den Kirchenchor und einen Instrumentalkreis („Motettenorchester“) und begründete zwei weitere Chöre, die Jugendkantorei (dort durfte niemand verheiratet sein!) und einen Kinderchor. Er hielt zwei bis drei Singfreizeiten jährlich, besonders häufig im Kloster Maulbronn oder in Schmie.
Von Wintersemester 1957/58 bis Sommersemester 1970 hielt Walter Kiefner liturgisch-hymnologische Vorlesungen an der Evangelisch-Theologischen Fakultät der Universität Tübingen. Nach seiner Pensionierung leitete er noch einige Zeit den Chor der Jakobuskirche und hielt Vorlesungen über Hymnologie in Stuttgart und Trossingen.

## Ehrung
- 1960 Ehrendoktorwürde der Evangelisch-Theologischen Fakultät Tübingen.

## Werke
- Walter Kiefner: Chorsätze für Trauungen und festliche Feiern. Tübingen : Schultheiss, [1949], Chor-Part.
- Zahlreiche Artikel in Musik und Kirche (PDF; 484 kB)